# Famille Bollée
Pour les articles homonymes, voir Bollée.
La famille Bollée est historiquement une famille de fondeurs de cloches, puis d'inventeurs : Ernest-Sylvain (1814-1891) utilise pour la première fois le mot « éolienne », en tant que nom commun, en déposant son brevet ; Amédée (1844-1917) est considéré comme le premier constructeur à avoir commercialisé des automobiles.

## Historique
Historiquement, la famille Bollée est une famille de fondeurs de cloches, puis une famille qui « par son génie inventif écrit les premières pages de l’histoire fabuleuse de l’automobile ». C'est « une famille emblématique du Mans ».

## Liens de filiation entre les personnalités notoires
- Ernest-Sylvain Bollée (1814-1891), fondeur de cloches  itinérant. Il épouse à La Ménitré le 19 juillet 1843 Geneviève Félicité Dufeu.
  - Amédée-Ernest Bollée (1844-1917), fondeur de cloches, constructeur d'automobiles. Il épouse Marie Élisabeth Célina Sophie CLaude le 13 avril 1866 dans le 10e arrondissement de Paris.
    - Amédée Bollée fils (1867-1926), inventeur et industriel de l'automobile.
    - Léon Bollée (1870-1913), inventeur et industriel de l'automobile, officier d'académie.

  - Ernest-Jules Bollée (1845-1917), constructeur, officier d'académie.
  - Auguste-Sylvain Bollée (1847-1906), fabricant d'éoliennes.

## Pour approfondir